# Eva Arndt
Eva Johanne Riise-Arndt (Aarhus, 27 november 1919 – Gjesing, 18 juni 1993) was een Deens zwemster.

## Biografie
Arndt deed als zestienjarig meisje mee aan de Olympische Zomerspelen 1936 in Berlijn. Individueel kwam ze uit op de 100 meter vrije slag; daar werd ze uitgeschakeld in de eerste ronde. Met het estafetteteam (met Ragnhild Hveger, Tove Bruunstrøm en Elvi Svendsen) deed ze mee op de 4x100 meter vrije slag. Ze eindigden als zevende (4.51,4). Twee jaar later, tijdens het EK zwemmen 1938 in Londen, won ze met het estafetteteam een gouden medaille op diezelfde afstand in een veel snellere tijd: 4.31,6. Op 7 augustus 1938 stelden Arndt, Kraft, Ove-Petersen en Hveger het wereldrecord van deze afstand op de langebaan scherper met een tijd van 4.27,6. Dit record zou tot 1952 blijven staan.
Haar carrière werd onderbroken door de Tweede Wereldoorlog. Arndt huwde ondertussen in 1941 met Boris Holger Riise, met wie ze twee zonen (geboren in 1941 en 1946) kreeg. Na de oorlogsjaren pakte ze haar sport weer op. Op de Olympische Zomerspelen 1948 in Londen won ze met een bijna nieuw estafetteteam (met Karen Harup, Greta Andersen, Fritze Carstensen-Nathansen en reserve Elvi Carlsen-Svendsen) een zilveren medaille op de 4x100 meter vrije slag (4.29,6). Arndt overleed in 1993.